# Emanuel Querido
Emanuel Querido, pseudonimo talora utilizzato: Joost Mendes (Amsterdam, 6 agosto 1871 – Campo di sterminio di Sobibór, 23 luglio 1943), è stato un editore, romanziere e attivista olandese antinazista, fondatore delle case editrici «Em. Querido's Uitgevers-MIJ N.V.» e «Querido Verlag».

## Biografia
Emanuel Querido nacque in una famiglia ebrea sefardita di origine portoghese, figlio secondogenito di Aron, tagliatore di diamanti, e di Ester Lopes Dias. Suo fratello Israël fu un noto scrittore naturalista. Emanuel studiò in scuole private, ricevendo anche una buona educazione artistica (musica e arti figurative) e letterarie. Da giovane risiedette in Francia ed ebbe modo di frequentare Émile Zola a Médan. Dovette rinunciare a proseguire l'attività paterna di tagliatore di diamanti per una sopraggiunta patologia oculare. Nel 1898 trovò lavoro in una libreria di Amsterdam e il 1º febbraio 1899 aprì una propria libreria sul Binnen Amstel, non lontano dall'Università di Amsterdam. Un mese dopo, il 7 marzo 1899, Emanuel sposò Jane Kozijn; la coppia avrà un solo figlio, Arie, che diverrà un famoso studioso di Medicina sociale e biografo del padre.

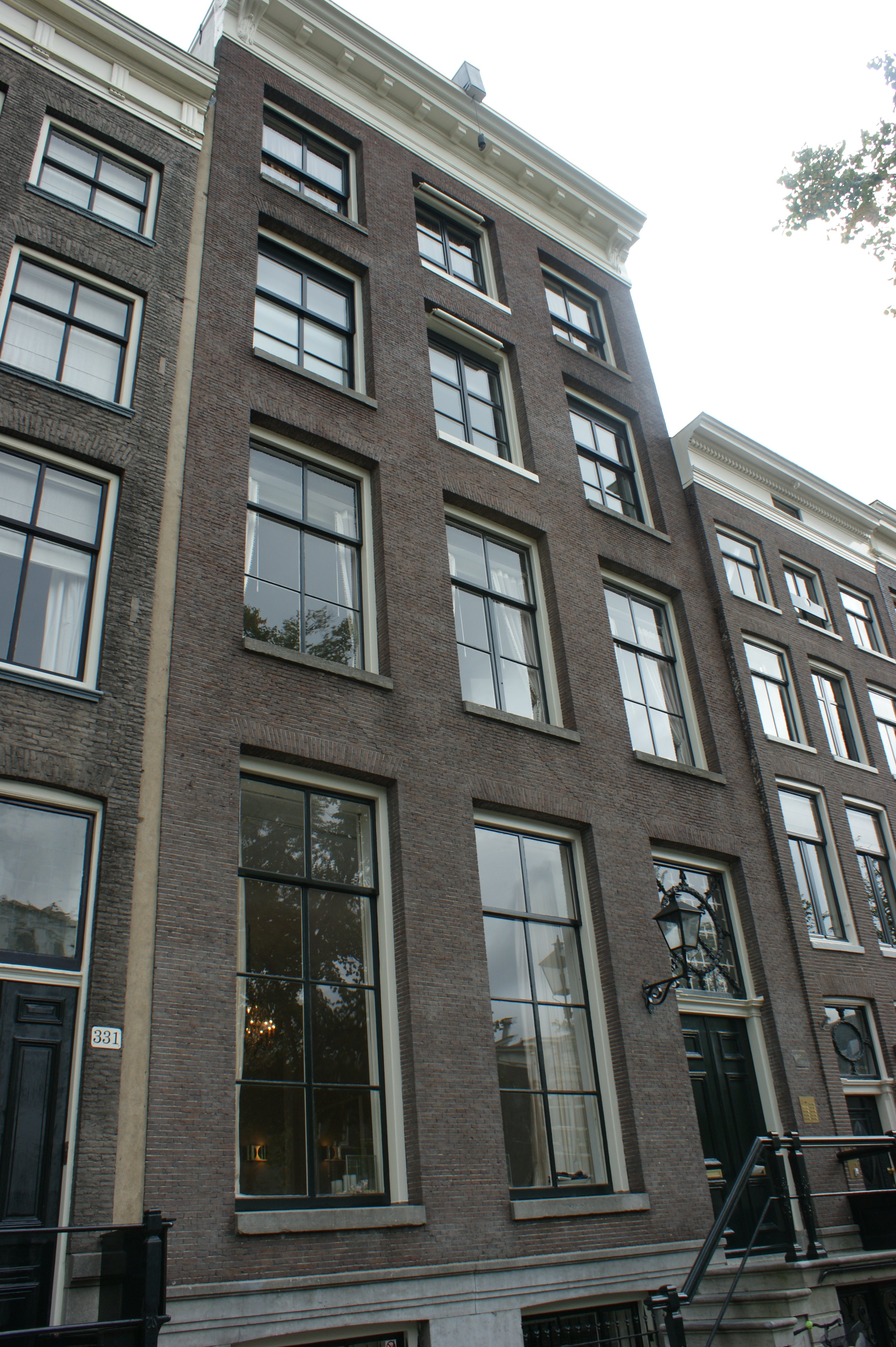
Amsterdam, Sede della casa editrice Querido in Keizersgracht n. 333

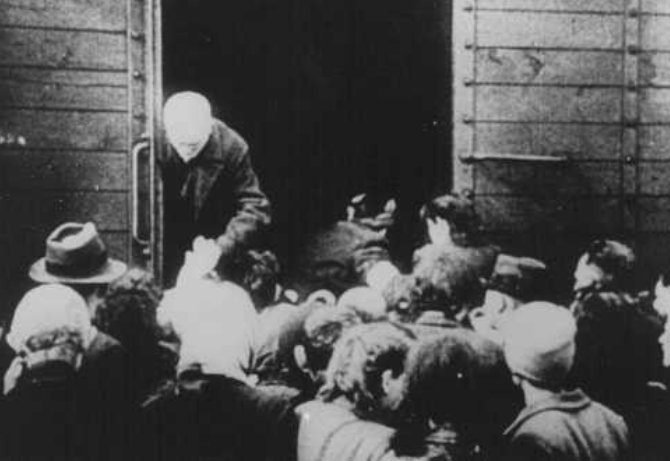
Deportazione degli ebrei dal campo di transito di Westerbork (1943)

Militante socialista, dal 1904 Emanuel Querido iniziò anche l'attività di editore, iniziando dal saggio "Dell'amore e del matrimonio" dell'educatrice femminista svedese Ellen Key. Nel 1908 iniziò a scrivere un ciclo di romanzi ("Het geslacht der Santiljanos", [La famiglia Santiljano]) che pubblicò in più volumi con lo pseudonimo di "Joost Mendes" impiegando più di vent'anni per completarlo. A causa del suo amore per la natura, nel 1911 Emanuel Querido si trasferì con la famiglia a Bloemendaal, dove intraprese un'attività di commercio di libri per corrispondenza; l'attività non ebbe tuttavia molto successo, fu liquidata nel 1913 e Querido ritornò ad Amsterdam. Nell'agosto 1915 Querido costituì una nuova casa editrice, la «Em. Querido's Uitgevers Maatschappij», di cui divenne direttore. I libri della casa editrice erano considerati formalmente molto belli. Inizialmente Emanuel Querido si occupava da solo di tutta l'attività; in seguito associò la traduttrice Alice van Nahuys, che divenne la sua più stretta collaboratrice, diventando vicedirettore nel 1930 e condirettore l'anno successivo. Il successo della Querido fu notevole e alcune iniziative furono innovative; la casa editrice inaugurò la collana di tascabili "Salamander" nel 1934, un anno prima che Allen Lane iniziasse in Inghilterra la Penguin Books. Nel 1929 Emanuel Querido si trasferì con la famiglia a Laren, dove di fatto spostò la direzione della casa editrice.
All'inizio del 1933, dopo la presa del potere dei nazisti e gli oppositori al regime in Germania si trovarono nell'impossibilità di pubblicare le loro opere, Emanuel Querido, decise di fondare una nuova casa editrice per pubblicare libri e riviste della Exilliteratur in lingua straniera. Nell'aprile 1933 Querido, che non parlava il tedesco, prese contatto con l'editore tedesco Fritz Landshoff tramite Nico Rost e lo convinse a trasferirsi in Olanda. Il 1º novembre 1934 fu creata la casa editrice "Querido Verlag", specializzata nella pubblicazione di testi in lingua tedesca di autori sgraditi alla Germania nazista. Nella società, Emanuel Querido si occupava degli aspetti finanziari e logistici, Fritz Landshoff e Alice van Nahuys di quelli letterari.
L'invasione tedesca dei Paesi Bassi determinò la fine della casa editrice della Exilliteratur. Pochi giorni dopo la capitolazione, i tedeschi chiusero la "Querido Verlag", confiscarono gli archivi e le scorte. Querido si ritirò a Laren, iniziò a scrivere un nuovo libro, il cui manoscritto è andato perduto. Nel 1943 cambiò nascondiglio assieme alla moglie; ma, a causa di una delazione, furono scoperti, deportati dapprima nel campo di transito di Westerbork e quindi nel campo di sterminio di Sobibór dove furono uccisi.